# Roelf Pienaar
Roelf (Rudolph) Johannes Pienaar (né le 23 décembre 1993 à Potchefstroom) est un athlète sud-africain, spécialiste du saut en longueur.
Le 10 juin 2015, il porte son record personnel à 8,01 m à Eugene. Il est étudiant à l'Université d'État de l'Arkansas.